# Suriname nos Jogos Olímpicos de Verão da Juventude de 2010
O Suriname participou dos Jogos Olímpicos de Verão da Juventude de 2010 em Singapura. Sua delegação foi composta por cinco atletas que competiram em quatro esportes.

## Atletismo
| Evento         | Atleta               | Qualificação | Qualificação | Final     | Final        |
| Evento         | Atleta               | Resultado    | Posição      | Resultado | Posição      |
| -------------- | -------------------- | ------------ | ------------ | --------- | ------------ |
| 100 m feminino | Ramona Van Der Floot | 12.14        | 9º (1º q2)   | 12.15     | 2º (Final B) |

## Badminton
| Atleta       | Evento            | Fase de grupos | Fase de grupos                            | Fase de grupos                        | Fase de grupos                          | Fase de grupos | Quartas-de-final | Semifinais  | Final       | Pos. final  |
| Atleta       | Evento            | Grupo          | 1ª rodada                                 | 2ª rodada                             | 3ª rodada                               | Pos.           | Quartas-de-final | Semifinais  | Final       | Pos. final  |
| ------------ | ----------------- | -------------- | ----------------------------------------- | ------------------------------------- | --------------------------------------- | -------------- | ---------------- | ----------- | ----------- | ----------- |
| Irfan Djabar | Simples masculino | B              | CAN Henry Pan D 1-2 (21-12, 21-23, 16-21) | INA Evert Sukamta D 0-2 (4-21, 10-21) | JPN Kento Horiuchi D 0-2 (11-21, 15-21) | 4º             | Não avançou      | Não avançou | Não avançou | Não avançou |

## Natação
| Evento                   | Atleta               | Qualificação | Qualificação | Semifinais  | Semifinais   | Final       | Final       |
| Evento                   | Atleta               | Resultado    | Posição      | Resultado   | Posição      | Resultado   | Posição     |
| ------------------------ | -------------------- | ------------ | ------------ | ----------- | ------------ | ----------- | ----------- |
| 50 m livre feminino      | Chinyere Pigot       | 27.00        | 14º (5º q8)  | 26.69       | 13º (7º sf1) | Não avançou | Não avançou |
| 100 m livre feminino     | Chinyere Pigot       | 58.66        | 19º (6º q5)  | Não avançou | Não avançou  | Não avançou | Não avançou |
| 400 m livre feminino     | Karlene van der Jagt | 4:45.03      | 26º (3º q1)  |             |              | Não avançou | Não avançou |
| 200 m borboleta feminino | Karlene van der Jagt | 2:37.17      | 23º (8º q3)  |             |              | Não avançou | Não avançou |

## Taekwondo
| Evento              | Atleta        | 1ª rodada                    | Quartas-de-final        | Semifinais  | Final       | Pos. final |
| ------------------- | ------------- | ---------------------------- | ----------------------- | ----------- | ----------- | ---------- |
| Até 73 kg masculino | Tosh van Dijk | AZE Sabuhi Ismayilzada V 7-6 | LIB Michel Samaha D 4-5 | Não avançou | Não avançou | 5º         |